# Carl Goebel (Mediziner)
Carl Wilhelm August Goebel (* 3. November 1867 in Wernigerode; † 3. Juli 1946 in Hamburg) war ein deutscher Tropenchirurg und Hochschullehrer.

## Leben und Wirken
Er war der Sohn des Geheimen Regierungsrates und Gymnasialdirektors Carl Goebel und dessen Ehefrau Auguste Christine Goebel geborene Reuter. Er besuchte zunächst die Elementarschule in Wernigerode. Nachdem sein Vater aus dem Harz versetzt worden war und eine Stelle in Soest erhalten hatte, besuchte Goebel dort das Gymnasium bis zum Abitur 1886. Danach studierte er an der Universität Freiburg im Breisgau, wechselte schon bald an die Universität Greifswald, wo er seit 1886 der Burschenschaft Germania Greifswald angehörte, und 1888 an die Universität Jena und danach an die Universität München. An der Universität Bonn legte er 1890 das Staatsexamen 1891 ab, nachdem er zuvor promoviert hatte.
Ab 1892 war Giebel als Volontärarzt an der Frauenklinik in Gießen tätig und ging noch im gleichen Jahr nach Zürich. 1897 kehrte er von der dortigen Frauenklinik in das Deutsche Reich zurück und war ein Jahr an der Chirurgischen Klinik in Greifswald tätig. Dann ging er bis 1905 als Tropenarzt nach Ägypten, wo er Chefarzt eines deutschen Hospitals wurde.
Ab 1903 arbeitete er an der Chirurgischen Klinik in Breslau und habilitierte sich an der Universität Breslau 1905. Das Thema seiner Habilitationsschrift lautet Über die bei Bilharzia-Krankheit vorkommenden Blasentumoren mit besonderer Berücksichtigung des Carcinoms. Danach war er bis 1917 Chefarzt des Augusta-Hospitals in Breslau und danach Chirurg am dortigen Krankenhaus Bethanien. Er war außerdem Privatdozent und ab 1910 nichtbeamteter außerordentlicher Professor mit Lehrauftrag für Tropenchirurgie an der Universität Breslau.
Von 1919 bis 1932 war er gleichzeitig auch Stadtverordneter in Breslau für die Deutschnationale Volkspartei.

## Schriften (Auswahl)
- Zur Frage der Strumametastasen. In: Deutsche Zeitschrift für Chirurgie 78 (1900), S. 300.
- Über die Lipomatosis des Hypopharynx (Cavum pharyngolaryngeum), ihre Beziehung zu den sogenannten Oesophaguspolypen und den tiefgelegenen Halslipomen. In: Zeitschrift für Chirurgie 75 (1904), S. 196–261.
- Über die bei Bilharzia-Krankheit vorkommenden Blasentumoren mit besonderer Berücksichtigung des Carcinoms. 1905.
- (Mitautor): Arbeiten aus dem Gebiete der Tropenmedizin I. Leipzig 1926.